# ペリ・ウブ
ペリ・ウブ（1999年10月5日 - ）は、日本の女性アーティスト。女性アイドルグループ・BiS（第2期）の元メンバー。愛知県名古屋市出身。愛称は「ペリたん」。TWIN PLANET所属。

## 経歴

### 2016年
- 6月11日 - 名古屋のアイドルグループ「Attain Music」に雨汰々野そゆる名義で加入。
- 8月11日 - 「Attain Music」を卒業。
- 9月1日 - BiS合宿オーディションにナカヤマユキコ（仮名）として参加。
- 9月3日 - BiSに加入。

### 2019年
- 5月11日 - BiS解散に伴いWACKとの契約を解除し移籍金、契約金なし、金的保証なし、即時活動可能なFA宣言を行った[1]。
- 6月14日 - MELiSSAの「DEAD HEAT DRiVE」の振り付けを担当[2]。
- 7月16日 - 7月18日 - ヘアメイクアップアーティスト三木幸平と、DESIGN FESTA GALLERY HARAJUKU EASTでチェキ写真展「Re:nostalgic」を開催[3]。
- 9月1日 - WaVEに所属し、ソロアーティストとして彼女の誕生日である10月5日にイベントを開催することを発表。ファンクラブ開設[4]。

### 2020年
- 2月22日 - 「HAKKEYOOOOOI」のライブ映像をYouTube上に公開[5]。
- 3月2日 - 「SELFIE-FRAUD」のライブ映像をYouTube上に公開[6]。
- 6月7日 - 「Shape UP!」配信リリース[7]
- 7月12日 - 「Birth」を配信リリース[8]。
- 8月15日 - 「BANG」を配信リリース[9]。
- 9月12日 - 「Rinne」を配信リリース。
- 10月5日 - 「Birth」のMVをYouTube上に公開。数量限定シングル「Birth」発売[10]。
- 10月31日 - 「kiss&tell」を配信リリース。
- 11月28日 - 「Mission」を配信リリース。
- 12月27日 - 「SELFIE-FRAUD」を配信リリース。

### 2021年
- 1月31日 - 「POI」を配信リリース。
- 9月1日 - TWIN PLANETに移籍。

## 作品
シングル
未収録曲
- HAKKEYOOOOOI
- WHEE

## 出演

### テレビ
- 所JAPAN（2022年1月25日、フジテレビ系列）

### インターネットテレビ
- 恋のLast Vacation（2022年9月 - 、Paravi）

### ラジオ
- 爆笑問題の日曜サンデー（2024年6月9日、「サンデー中継くん」リポーター、TBSラジオ）

## ライブ

### 単独公演
| 公演名                               | 公演日        | 会場                      | 備考 |
| ------------------------------------ | ------------- | ------------------------- | ---- |
| PERi UBU BiRTHDAY EVENT『Born-Now.』 | 2019年10月5日 | 東京・Shibuya PLUG        |      |
| Nice to meet you TOUR                | 2020年1月25日 | 名古屋・LIVE HOUSE CIRCUS |      |
| Nice to meet you TOUR                | 2020年1月26日 | 大阪・LIVE HOUSE ANIMA    |      |
| Nice to meet you TOUR                | 2020年2月9日  | 東京・渋谷VUENOS          |      |

### イベント出演
| 公演名    | 公演日         | 会場                     | 備考 |
| --------- | -------------- | ------------------------ | ---- |
| CY8ER FES | 2019年11月23日 | 東京・ageHa@STUDIO COAST |      |